# Anoectangium wilmsianum
Anoectangium wilmsianum är en bladmossart som beskrevs av Jean Édouard Gabriel Narcisse Paris 1900. Anoectangium wilmsianum ingår i släktet Anoectangium och familjen Pottiaceae. Inga underarter finns listade i Catalogue of Life.